# Дани слободе
Дани слободе је градска манифестација којом се обележавају два значајна датума ослобођења током историје Београда: 20. октобар 1944. (Дан ослобођења у Другом светском рату) и 1. новембар 1918. године (Дан ослобођења у Првом светском рату).
У неколико београдских општина се поводом манифестације организују музички наступи, позоришне представе, изложбе, перформанси, филмске пројекције, образовни програми и друго.
Извршни продуцент манифестације је омладинско позориште ДАДОВ.